# Димитър Константинов Илиев
Вижте пояснителната страница за други личности с името Димитър Илиев.
Димитър Константинов Илиев е български художник живописец.

## Биография
Роден е на 23 септември 1959 г. в София. Син е на композитора Константин Илиев. Завършва със специалност живопис през 1984 г. Великотърновския университет „Св. св. Кирил и Методий“, където учи при проф. Станислав Памукчиев. Негови творби се съхраняват в Националната художествена галерия в София, както и в Софийска градска художествена галерия и в частните колекции на Светлин Русев, Станислав Памукчиев, Надежда Ляхова.
Умира през 1992 г.